# 중화인민공화국 최고인민법원

최고인민검찰원의 휘장

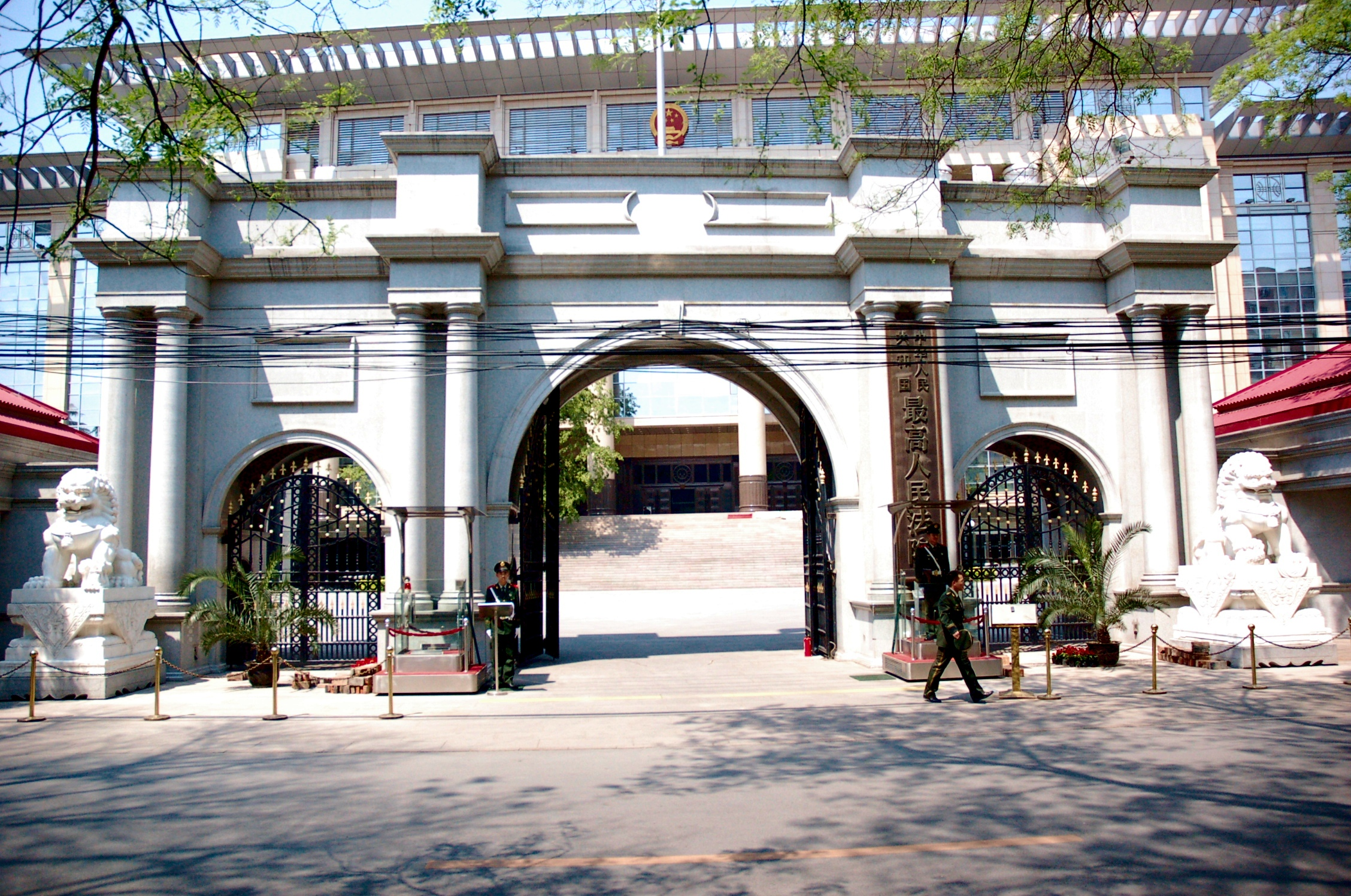
최고인민법원 청사 정문

최고인민법원(중국어: 最高人民法院, 병음: Zuìgāo Rénmín Fǎyuàn)은 중화인민공화국의 대법원이다. 특별 행정구인 홍콩은 영미법, 마카오는 포르투갈 법에 근거한 독자적인 사법 체제를 갖고 있기 때문에 최고인민법원의 활동 범위에서 벗어나 있다.
인민법원은 기층인민법원, 중급인민법원, 고급인민법원, 최고인민법원 총 4개 등급의 법원으로 구성되어 있으며 사법 제도는 2심제를 채택하고 있다. 최고인민법원의 원장과 부원장, 판사는 전국인민대표대회에서 선출된다. 현재 저우창이 최고인민법원장을 맡고 있다.

### 중국의 법원체계
중국의 법원은 기층인민법원,중급인민법원,고급인민법원,최고인민법원으로 구성되어 있다.기층인민법원이 1심 사건을 관할하고,중급인민법원은 중대한 섭외사건,해당 관할 구역에 중대한 영향을 미치는 사건,최고인민법원이 중급인민법원의 관할로 확정한 사건을 관할한다.고급인민법원은 해당 관할구역에 중대한 영향을 미치는 1심 사건을,최고인민법원은 전국적으로 중대한 영향을 미치는 사건과 반드시 최고인민법원이 심리해야 한다고 판단한 사건을 관할한다.

### 역사
1949년 10월 22일,중앙인민정부 최고인민법원이 공식 설립되었다.1952년부터 1954년까지는 주요 행정구역의 구분에 따라 동북,서북,화동,중남부,서남,화북의 2개의 지부가 있었으며,이들은 주요 행정구역의 최고 사법 기관이었다.
1954년 9월,중화인민공화국 최고인민법원이 국가의 최고 판결 기관으로 설립되었다.1956년 4월부터 6월까지 최고인민법원은 전국인민대표대회 상무위원회의 결정에 따라 라오닝성 선양과 산시성 타이위안에서 일본인 전범 45명을 재판하기 위한 특별 군사재판을 설치했다.1958년 최고인민법원은 파견기관인 최고인민법원 티베트 지부를 설립하여 티베트의 형사,민사,상사 사건을 법에 따라 심리하도록 했으며,1965년 최고인민법원 티베트 지부는 이후 폐지되고 티베트 자치구 고등인민법원으로 개명되었다.

## 역대 최고인민법원장
- 1대 (1949 - 1954): 선쥔루
- 2대 (1954 - 1959): 둥비우
- 3대 (1959 - 1965): 셰줴짜이
- 4대 (1965 - 1975): 양슈펑
- 5대 (1975 - 1978): 장화
- 6대 (1978 - 1983): 장화
- 7대 (1983 - 1988): 정톈샹
- 8대 (1988 - 1993): 런젠신
- 9대 (1993 - 1998): 런젠신
- 10대 (1998 - 2003): 샤오양
- 11대 (2003 - 2007): 샤오양
- 12대 (2008 - 2013): 왕성쥔
- 13대 (2013 - 2018): 저우창
- 14대 (2018 - 현재): 저우창

## 같이 보기
- 중화인민공화국의 사법 제도
- 중화인민공화국 최고인민검찰원